# Orchestra Waldorf-Astoria

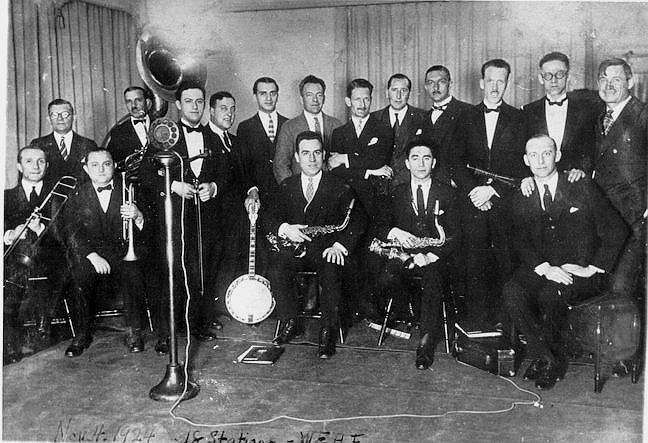
La notte delle elezioni Eveready Hour trasmessa da WEAF a 18 stazioni il 4 novembre 1924. Will Rogers (in piedi a destra), Art Gillham, Wendell Hall, Carson Robison, l'Eveready Quartetto, Graham McNamee, la Waldorf-Astoria Dance Orchestra.

L'Orchestra Waldorf-Astoria è un'orchestra che ha suonato principalmente al Waldorf-Astoria Hotel, sia nell'edificio vecchio che nel nuovo. Oltre a fornire la musica durante le cene del famoso hotel, l'orchestra realizzò oltre 300 registrazioni e molte trasmissioni radiofoniche. Fu fondata nel 1890 e fu diretta da Carlo Curti agli inizi del novecento, Joseph Knecht almeno dal 1908 al 1925, poi da Jack Denny ed altri e successivamente da Xavier Cugat, a partire dal 1933 fino al 1949.
Denny e la Waldorf-Astoria Orchestra sono apparse nel film Moonlight e Pretzels nel 1933. Sia Denny che Cugat avevano le loro orchestre quando iniziarono a suonare al Waldorf-Astoria, per cui il termine "orchestre Waldorf-Astoria" potrebbe essere una descrizione appropriata.

## Storia
L'Hotel Waldorf–Astoria fu originariamente costruito come due alberghi separati adiacenti, il Waldorf nel 1893 e l'Astoria nel 1897. Entrambi erano sul terreno che ora è occupato dall'Empire State Building, e le due strutture furono collegate dopo la costruzione del secondo hotel. La sede attuale dell'hotel fu costruita in Park Avenue nel 1931. Oltre alla normale funzione di un albergo per ospitare i suoi ospiti e fornire loro servizi, il Waldorf-Astoria ha avuto un vasto programma di attività sociali, compresi concerti da parte degli artisti più importanti ed un'orchestra per offrire musica ai suoi ospiti durante la cena.
Un articolo del 1898 del New York Times afferma che l'Orchestra Waldorf-Astoria ha suonato all'Astoria e un articolo del 1901 del New York Times fa menzione del "Prof. Clappe, direttore dell'Orchestra Waldorf-Astoria e di altri quindici artisti".

Nella sua autobiografia, Nathaniel Shilkret, membro dell'orchestra nei suoi primi giorni, fornisce informazioni sull'Orchestra e sulle storie aneddotiche su molti dei suoi membri. Shilkret afferma di essere membro dell'Orchestra mentre frequentava il City College di New York. Una ricerca sui file del college mostra che Shilkret aveva frequentato le lezioni nel semestre dell'autunno 1904 ed è elencato come un alunno, Classe ex'1910. Queste informazioni dimostrano che Knecht era già direttore prima del 1910. Shilkret descrisse l'hotel come 
 Shilkret disse che c'erano concerti serali dalle 21 alle 22, con l'Orchestra allargata a cinquanta musicisti di domenica e musica da camera dalle 23 all'1 del mattino, con Joseph Knecht come direttore.
Lo storico della musica Howard Pollack dice: "Questa orchestra d'hotel, composta da un gruppo altamente qualificato di musicisti prevalentemente italiani ed ebrei, dava regolarmente concerti di musica classica, tra cui quello a cui [George] Gershwin partecipò il 13 aprile 1913, in cui [Charles] Hambitzer eseguì il Primo movimento del Concerto per pianoforte in Re minore di Anton Rubinstein. Pollack dice che Hambitzer era venuto a New York non più tardi del 1908 e aveva iniziato a suonare nella sezione archi (Hambitzer ha suonato molti strumenti) dell'orchestra Waldorf-Astoria. Nicholas Laucella ha anche collaborato con il direttore d'orchestra Joseph Knecht e la Waldorf-Astoria Orchestra nel 1916. Più tardi nei primi anni del 1930 il fisarmonicista d'orchestra John Serry Sr. collaborò nei primi anni della sua carriera con l'orchestra sotto la direzione di Misha Borr in varie sale da spettacolo all'interno dell'albergo Waldor-Astoria, tra cui: The Starlight Room, The Grand Ballroom e le Waldorf Towers.
Un articolo del New York Times del 1919 afferma che "Joseph Knecht ha diretto recentemente un programma "tutto americano" dell'Orchestra Waldorf, i cui venticinque uomini hanno suonato insieme per vent'anni", ma non indica se l'orchestra ha suonato per il Waldorf-Astoria per la sua esistenza di vent'anni. Due articoli del New York Times annotano l'inizio e la fine della tredicesima stagione dei concerti di domenica dell'Orchestra Waldorf-Astoria, il che significa che l'operatività concertistica della domenica dell'Orchestra iniziò nel 1912. Gli articoli del New York Times dal 1926 si riferiscono alla "Silvertone Dance Orchestra di Knecht" e "l'orchestra di Knecht", senza alcun riferimento al Waldorf-Astoria, dal quale pare che l'associazione di Knecht con il Waldorf-Astoria finisse nel 1925. Un necrologio del New York Times dice che Knecht morì il 30 maggio 1931.

## Direttori
- Carlo Curti, inizi del 1900.[18]
- Joseph Knecht, dal 1908 al 1925.[19]
- Harold Leonard, dal 1926 al 1927.
- Meyer Davis, dal 1929 al 1932.
- Nat Brandywine, 1932.
- Jack Denny, 1932.
- Oscar Adler, 1933.

## Primi membri

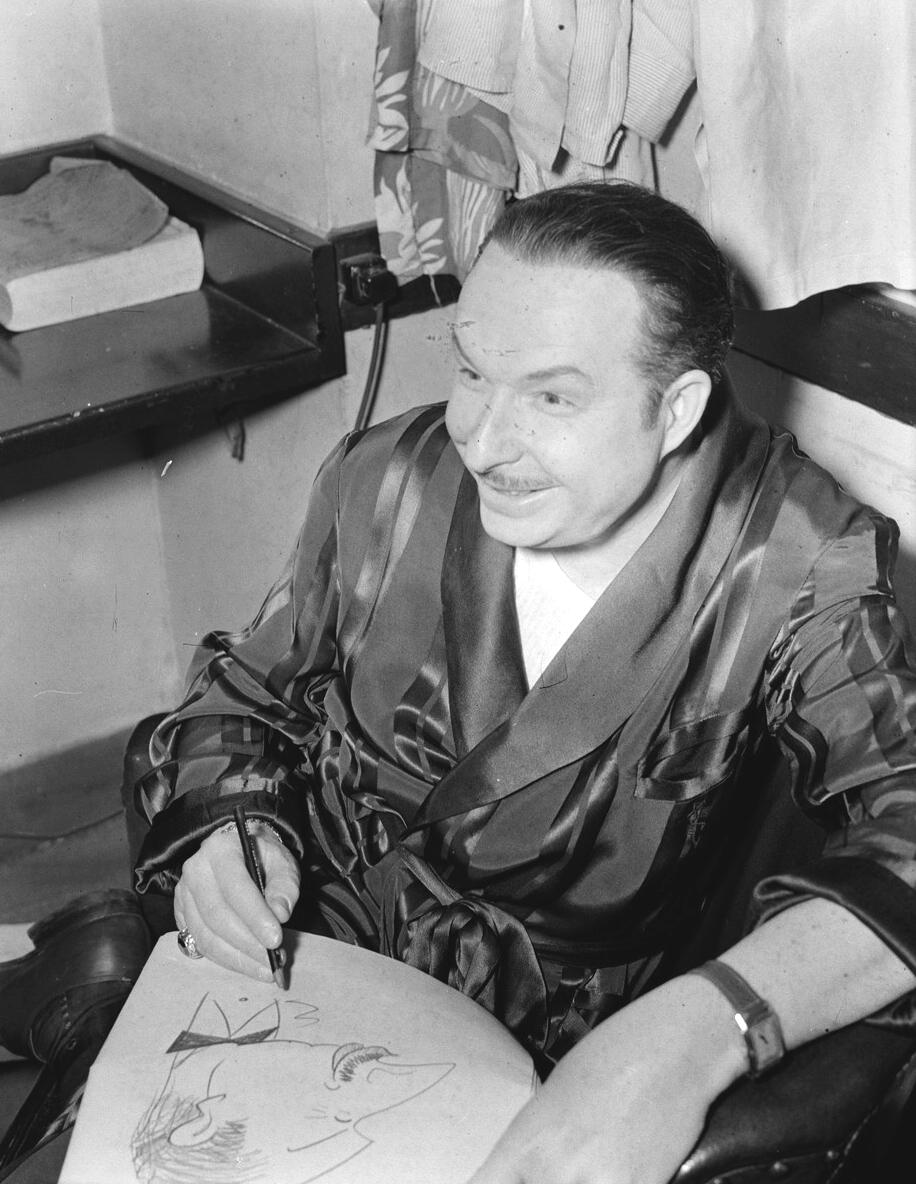
Xavier Cugat

Alcuni articoli del New York Times citano la Orchestra Waldorf-Astoria sotto vari direttori, tra cui Harold Leonard (1926–1927), Meyer Davis (1929–1932), Nat Brandywine (1932), Jack Denny (1932), e Oscar Adler (1933). L'Orchestra Waldorf-Astoria di Meyer Davis talvolta viene descritta come diretta da Bill Artzt, Joe Moss e Mischa Borr, invece dello stesso Davis. Denny lasciò quando l'Orchestra di Xavier Cugat iniziò a fare scalpore al Waldorf-Astoria. Cugat non ha mai avuto un contratto regolare con il Waldorf-Astoria, ma la sua orchestra regnò sovrana per 16 anni. Iniziò con uno stipendio di $ 500 alla settimana che aumentò fino a $ 7,000 alla settimana oltre ad una percentuale sugli incassi.
Una foto dell'orchestra Waldorf-Astoria, datata 4 marzo 1918 e dedicata "al signor Oscar Tschirky nel suo venticinquesimo anniversario" è firmata da ogni membro dell'orchestra. Tschirky era il maître del Waldor-Astoria ed era molto noto. Dalle firme sull'immagine, insieme alle informazioni dell'autobiografia di Shilkret, al suo libro paga per le sue orchestre radio dal 1928 al 1933 e agli Archivi Philharmonic di New York, i membri dell'orchestra ed il loro strumento principale quando noto, comprendono i seguenti, con punti interrogativi che indicano le firme che non erano chiare: Joseph Knecht (direttore), V. Adamo, F. Cardone, N. Cassellee, Leonard D'Amico (violino), Edward Davis, Carl W. Dodge (violoncello), Joseph Febbraio (corno), R. Fritock, Nicholas Garagusi (violino, solista e concertista nel 1902 dell'Orchestra Sinfonica dei ragazzi di New York), Roy R. Haines (trombone), Charles J. Hambitzer (maestro di pianoforte di George Gershwin), Louison? Heidelberg, Edward Kilenyi (violino), A. Kirchner (fagotto), Peter Le Fina, Frank Longo (pianoforte), Benjamin Posner (violino), D. Reggel, D. Saeirtel, Max Schlossberg (tromba), Nathaniel Shilkret (clarinetto), Harry K. Spedick, Stefano L. Stefan?, F. Tantangelo, Van Praag, George Vaughn (clarinetto), O. Walther. Shilkret cita anche Dan Marshall come flautista dell'orchestra sotto Knecht.

## Registrazioni
Knecht e Cugat diressero ognuno oltre 150 registrazioni con l'Orchestra Waldorf-Astoria. Denny fece anche un numero significativo di registrazioni, ma solo quindici circa sono apparse con il nome Waldorf-Astoria.
La prima registrazione dell'Orchestra fu il Valzer Maytime, registrato il 10 dicembre 1917 e pubblicato come Victor 18432. Whitburn elenca queste registrazioni come 9 successi scelti dell'anno successivo ed elenca tre altre registrazioni dell'Orchestra Waldorf-Astoria come "classificate", tra cui Beautiful Ohio, che fu classificato numero uno nel 1919. L'Orchestra ha fatto registrazioni per diverse etichette discografiche, con l'ultima registrazione diretta da Knecht fatta per la Edison nel novembre 1925. Nel 1921 la Columbia records è accreditata come "The Waldorf-Astoria Singing Orchestra".
Denny registrò per la Victor nel 1932, compresa una registrazione sperimentale LP.
Anche Cugat diresse oltre 150 registrazioni con l'Orchestra tra il 1937 e il 1942, le prime registrazioni per Victor e quelle successive per la Columbia. Whitburn elenca una ventina delle registrazioni di Cugat come "classificate".

## Trasmissioni radio
L'Orchestra era una delle prime orchestre ascoltate alla radio. Le trasmissioni iniziarono su WJZ a Newark, nel New Jersey e continuarono negli anni venti per la creazione della catena di rete (network chain).
Il 4 febbraio 1923 The Washington Post riportava:
Sies descrive i dettagli di una trasmissione di musica classica, nella primavera del 1924, come Dinner Music dalla Rose Room sulla stazione WEAF (che presto sarebbe diventata la stazione di punta della rete NBC) e il New York Times dichiarò che la Rose Room Dinner Music era stato uno dei programmi preferiti per gli ascoltatori della WEAF per molti anni.
L'articolo dell'Eveready Hour comprende un'immagine (cfr. Commons sotto) che è etichettata come comprendente l'Orchestra Waldorf-Astoria in una foto pubblicitaria per la trasmissione Eveready Hour del 4 novembre 1924. Né i musicisti né la strumentazione corrispondono alla fotografia del 1918 dell'orchestra sopra citata.
Nel 1928 l'Orchestra Waldorf-Astoria fu ascoltata in alcuni sabati nella zona di New York su WABC e WEAF, a Washington DC sulla WRC e fu ascoltata anche a Detroit (WWJ), Boston (WEEI) e WCAE (Hartford). La musica era di solito alle 18.00 per offrite quello che era definita "musica da cena", e la NBC la trasmetteva negli Stati Uniti negli anni trenta. Meno una sezione di ottoni, l'orchestra del 1932 che Jack Denny dirigeva al Waldorf-Astoria impiegava tre pianoforti, clarinetti, sassofoni, archi e forse un corno francese o un oboe.